# Акаурта
Акаурта (груз. აკაურთა) — село в Грузії.
За даними перепису населення 2014 року в селі проживає 762 осіб.